# Aeródromo Traiguén
El Aeródromo Traiguén (OACI: SCTR) es un terminal aéreo ubicado junto a la ciudad de Traiguén, Provincia de Malleco, Región de la Araucanía, Chile. Este aeródromo es de carácter público.